# Apatelodes paratima
Apatelodes paratima is een vlinder uit de familie van de Apatelodidae. De wetenschappelijke naam van de soort is voor het eerst geldig gepubliceerd in 1910 door William Schaus.

## Synoniemen
- Apatelodes lilacina Dukinfield-Jones, 1908[3]